# Loch Leven (Perth and Kinross)
Loch Leven (skotsk gaeliska: Loch Lìobhann) är en insjö i kommunen Perth and Kinross i centrala Skottland. Den är i huvudsak triangulär och mäter som mest sex kilometer på längsta stället. Sjön är en del av naturreservatet Loch Leven National Nature Reserve
Bäcköring kan fiskas i sjön och anslutande bäckar. Här finns också gädda och abborre.
Kinross ligger i västra änden av sjön. På sommaren går det en liten färja som kan ta högst tolv personer till Loch Leven Castle, som är en slottsruin på en ö där Maria Stuart hölls som fånge innan hon flydde till England.
Före en sjösänkning omkring 1830 var sjön betydligt större. Efter sjösänkningen fann man bland annat en spira med inskriptionen ”Mary, Queen of Scots” (Maria, skottarnas drottning) på den plats där man tror att hon steg iland sedan hon flytt.
Scotch College i Adelaide har en tävlingsroddbåt (modell Sykes VIII) uppkallad efter Loch Leven.

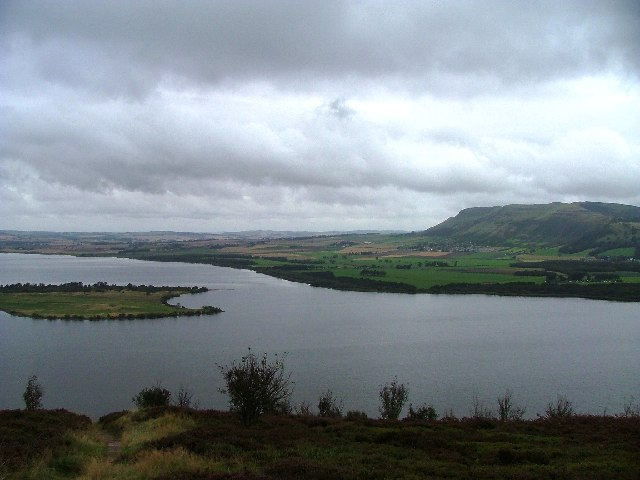
Loch Leven
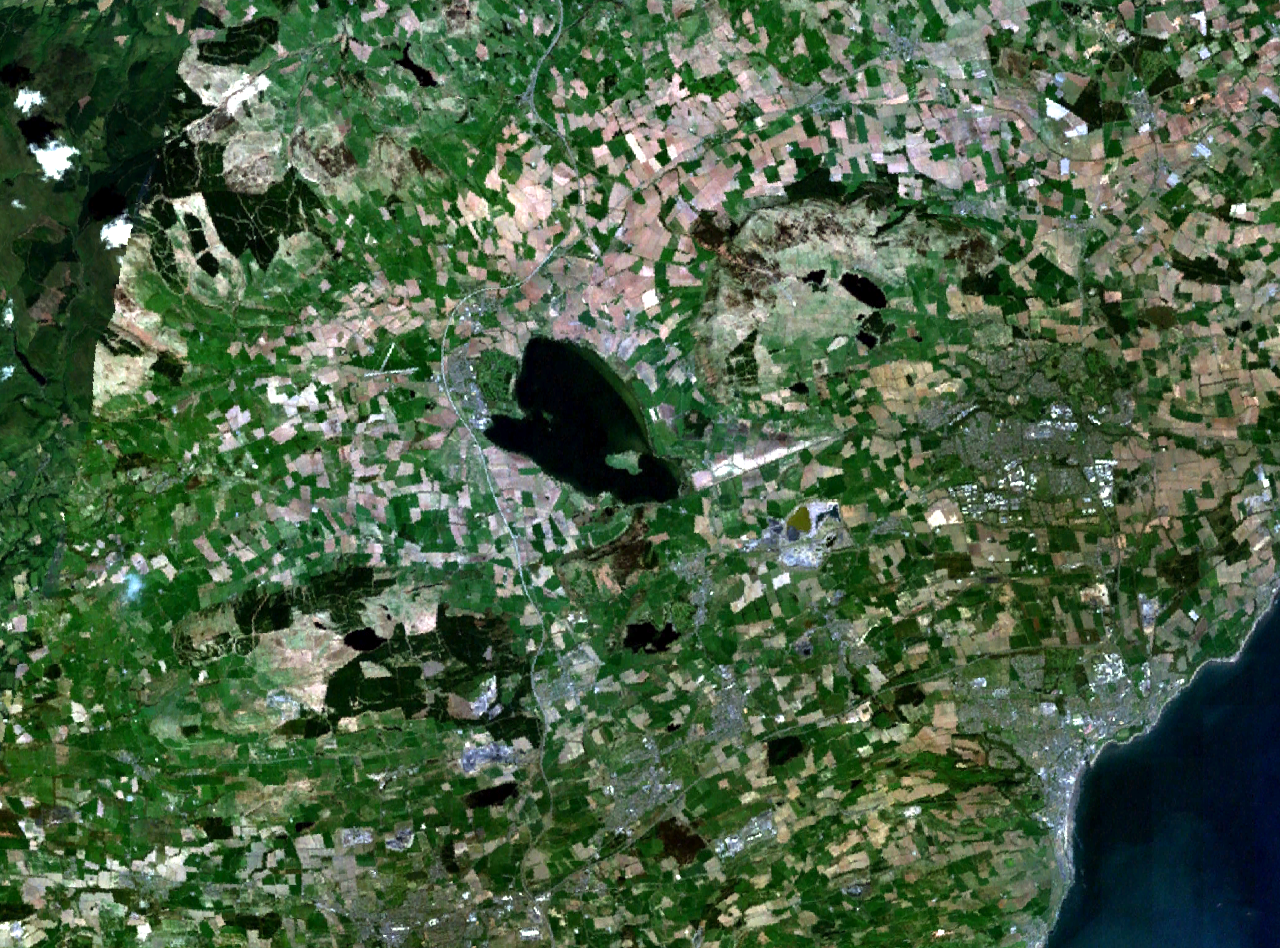
Satellitfoto av Loch Leven med omgivningar